# Jarrod Cagwin
Jarrod Cagwin (* 1974 in Iowa) ist ein US-amerikanischer Jazz-Perkussionist.
Cagwin wuchs auf einer Farm in Iowa auf, nahm an zahlreichen regionalen und nationalen Wettbewerben für junge Musiker teil und erhielt 1992 ein Stipendium für ein Studium am Berklee College of Music, das er 1996 „cum laude“ abschloss. Er war dort Schüler von Jamey Haddad und Glen Velez und studierte 1995 an der York University in Toronto südindische Trommeltechnik bei Trichy Sankaran.
Nach Abschluss des Studiums ging er nach New York, wo er u. a. in der Knitting Factory und dem Tonic auftrat und als Studiomusiker arbeitete. Ab 1997 unternahm er Konzert- und Studienreisen durch Europa, den Mittleren Osten sowie Nord- und Westafrika, wo er sich u. a. mit der Musik der Ewe, Ga, Aschanti, Mandinka und Berber befasste.
Seit 1999 ist Cagwin Mitglied der Band von Rabih Abou-Khalil. Außerdem arbeitete er mit Charlie Mariano, Michel Godard, Dusko Goykovich, Joe Beck, Joe Lovano, Dave Samuels, Gabriele Mirabassi, Emmanuelle Somer, Howard Levy, Gary Burton, Sainkho Namchylak, Nataša Mirković, Nenad Vasilić, Dalia Faitelson und anderen.
Cagwin ist wiederholt Gast auf dem „Tamburi Mundi“-Festival in Freiburg.